# بييترو ماسكاني
بييترو ماسكانيي Pietro Antonio Stefano Mascagni (و. 7 ديسمبر 1863 - ت. 2 أغسطس 1945) مؤلف موسيقي اشتهر بأعماله للأوبرا
الأوبرا الواقعية التي ظهرت في الساحة الموسيقية لإيطاليا في آخر عشر سنوات من القرن التاسع عشر استلهمت أساسا من الواقعية الأدبية للكتاب أمثال إميل زولا والكاتب الصقلي جوفاني فيرجا. وبدورها توقعت عالم المسلسلات المطولة. في الأوبرات الواقعية تكون المشاعر متطرفة الشخصيات ذات بعد واحد والتوتر عالي والإيقاع سريع ومدى الانتباه قصير، انجح أوبرتين واقعتين ناجحتين «كافاليريا راستيكانا» لماسكانيه وأوبرا «المهرجون» لليونكافالو دامت ساعة واحدة فقط.

## حياته
بييترو ماسكانيه أبو الأوبرا الواقعية اكتسب أهمية كبيرة في 17 مايو 1890 مع العرض الأول في روما لعمل كفالاليريا راستيكانا (الفروسية الريفية). الأمور قد تكون اختلفت بشدة. قرأ بالصدفة عن المسابقة لأوبرات من فصل واحد استعد ليرسل الفصل الرابع من أوبرا «راتكليف» لكن دون علمه كانت زوجته قد أرسلت بالفعل كفاليريا المكتملة حديثا نيابة عنه. كان واحدا من ثلاثة فائزين وتلقت عرضها الأول أمام دار اوبرا نصف مكتمل لكن لاقى العرض الحماس الشديد.
الشهرة الدولية السريعة لكفاليريا كانت غير مسبوقة وتظل شعبيتها لا تنطفئ – كل دار الأوبرا تقدمها مرة كل عدة أعوام مع أوبرا «المهرجون» مع ذلك عكس ليونكفالو وجد ماسكانييه النجاح وراء عمله الذي أكسبه الشهرة وواصل إنتاج بعض الموسيقى الرائعة أبرزها أوبرا من ثلاثة فصول بعنوان «الصديق فريتس». كما كان مايسترو محترم وتولى بعض مهام توسكانيني في لاسكالا حين استقال احتجاجا على النظام الفاشي. لم يندم ماسكانييه وقدم كل عرض مع الترنيمة الفاشية حقا سرعان ما تبنته حكومة موسوليني كمؤلفها الرسمي. رغم أن هذه الخطوة اكتسبت له حلفاء منتصرين قبل 1950 عاد لمراتب معجزات نجاح العمل الواحد.

## موسيقاه

### كفالييرا راستيكانا
تقع أحداثها في صقلية، حبكة كفالييرا راستيكانا تدور حول العلاقة بين سانتوتزا وتوريدو. قبل بدأ الأحداث، أغرى توريدو سانتوزا ثم هجرها لأجل لولا حبيبة سابقة له التي كانت الآن زوجة ألفيو. انتقاما منه تكشف سانتوزا كل شيء لألفيو الذي لا يتقبل الأمر وينتهي به الأمر بقتل توريدو في قتال خلف الكنيسة لزيادة الآهات كل هذا يدور يوم أحد عيد الفصح.
هذه حكاية رخيصة وساخرة تماثل «المهرجون» لكن «كفاليرا راستيكانا» موسيقى أفضل لحنيا تتم مقارنتها مع مجموعة أعمال بوتشيني. الإنترمتزو استخدم مرارا وتكرارا في الحملات الدعائية لكن معظم الأوبرا هي آخر 15 دقيقة خلالها يغني توريدو دور التينور الرئيسي يغني شهادته الرائعة لأعاجيب الخمر ورثائه الختامي الذي يقدم موسيقى استثنائية مؤثرة. تدخل ألفيو الخشن لكن سانتوزا تغني أفضل موسيقى حين تغني عن خيانتها.

## وصلات خارجية
- بييترو ماسكاني على موقع IMDb (الإنجليزية)
- بييترو ماسكاني على موقع الموسوعة البريطانية (الإنجليزية)
- بييترو ماسكاني على موقع ميوزك برينز (الإنجليزية)
- بييترو ماسكاني على موقع أول موفي (الإنجليزية)
- بييترو ماسكاني على موقع قاعدة بيانات برودواي على الإنترنت (الإنجليزية)
- بييترو ماسكاني على موقع قاعدة بيانات الأفلام السويدية (السويدية)
- بييترو ماسكاني على موقع إن إن دي بي (الإنجليزية)
- بييترو ماسكاني على موقع أول ميوزيك (الإنجليزية)
- بييترو ماسكاني على موقع ديسكوغز (الإنجليزية)
- بييترو ماسكاني على موقع قاعدة بيانات الفيلم (الإنجليزية)

1. ↑  MusicBrainz (بالإنجليزية), MetaBrainz Foundation, QID:Q14005
2. 1 2 3  The Rough Guide to Classical Music by Joe Staines